# Llamados a la destrucción de Israel

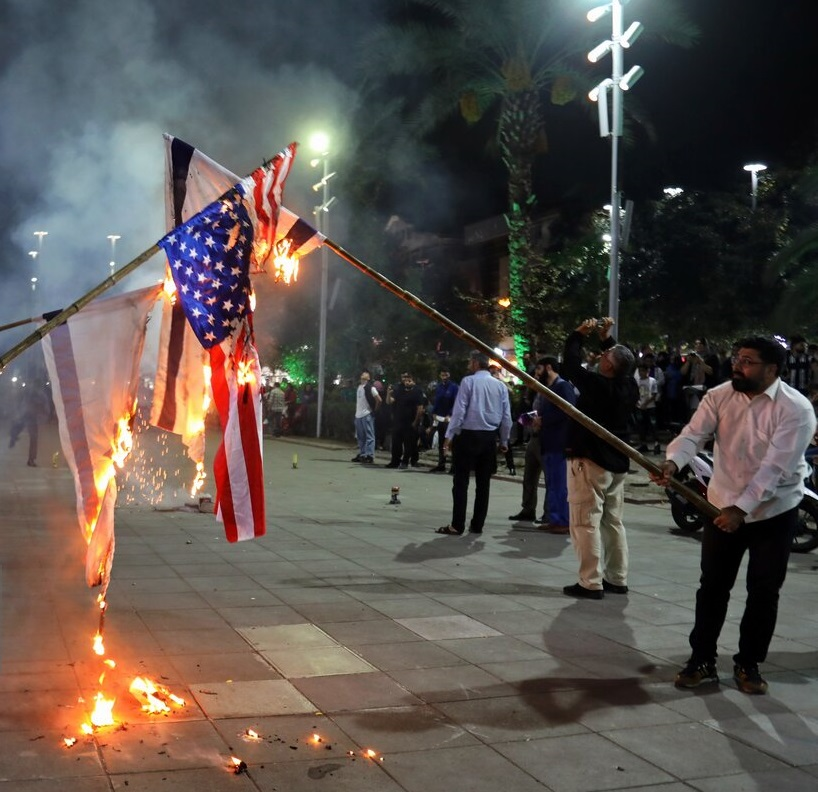
Banderas israelíes y estadounidenses quemadas en Irán durante la Guerra Israel-Gaza (2023-presente).

Ha habido expresiones, declaraciones y retóricas explícitas o implícitas por parte de individuos, entidades políticas y facciones dentro del discurso árabe, islámico, palestino o de extrema izquierda que abogan por la eliminación o aniquilación del Estado de Israel como entidad política. Estos llamados a menudo implican el uso de lenguaje fuerte, amenazas genocidas, o declaraciones destinadas a la erradicación completa de Israel de la región. Tales expresiones pueden manifestarse en declaraciones oficiales, discursos, cartas o discursos públicos, reflejando una posición que niega la legitimidad de la existencia de Israel y busca su eliminación a través de diversos medios, incluida la acción militar u otras formas de resistencia política e ideológica.
La historia de los llamados a la destrucción de Israel tiene sus raíces en el preludio de su establecimiento. Líderes como Azzam Pasha de la Liga Árabe amenazaron con una «guerra de exterminación» en el caso de que se estableciera un estado judío. Antes de la Guerra de los Seis Días en 1967, había un consenso casi unánime entre las naciones árabes encaminado a la aniquilación de Israel.El presidente egipcio Gamal Abdel Nasser reiteró los llamamientos a anular la existencia de Israel en el período previo a la guerra. El discurso contemporáneo de figuras políticas en Irán, incluso líderes como Ali Jamenei y Mahmoud Ahmadinejad, continúa abogando por la destrucción de Israel, acompañado de retórica antisemita y la negación del Holocausto. Organizaciones palestinas islamistas como Hamásy la Yihad Islámica Palestina promueven constantemente el objetivo de la eliminación de Israel, como lo demuestran sus estatutos, declaraciones y acciones, como el ataque de Hamás a Israel en 2023. Los ejemplos de medios de comunicación y propaganda dentro del discurso palestino también contribuyen a las expresiones que abogan por la destrucción de Israel. El eslogan político «Del río al mar», se ha vinculado a las demandas de un Estado de Palestina y la expulsión de la mayoría de su población judía, con debates en curso sobre sus implicaciones y su posible clasificación como antisemita o discurso de odio.

## Casos históricos
Antes y después del establecimiento del Estado de Israel en 1948, los líderes de los estados árabes y los líderes árabes palestinos expresaron el sentimiento de eliminar la nación recién formada. El historiador Benny Morris ha descrito esas llamadas como un reflejo de una “mentalidad expulsionista o eliminacionista”.A finales de 1947, el rey Ibn Saud de Arabia Saudita mantuvo correspondencia con el presidente estadounidense Harry Truman:

Los árabes definitivamente han decidido oponerse al establecimiento de un estado judío… Incluso si se supone que los judíos lograrán ganar apoyo... con sus medios opresivos y tiránicos y su dinero, tal estado debe perecer en poco tiempo. Los árabes aislarán a tal estado del mundo y lo sitiarán hasta que muera de hambre... Su fin será el mismo que el de [los] estados cruzados..

Casi al mismo tiempo, en respuesta al informe de la UNSCOP, Azzam Pasha, el Secretario General de la Liga Árabe, declaró que una guerra con el Estado judío propuesto conduciría a “una guerra de exterminio y una masacre trascendental de la que se hablará como la masacre de Mongolia y las Cruzadas”. Ephraim Karsh y David Barnett caracterizaron esta declaración como una amenaza genocida, mientras que Tom Segev cuestionó esta interpretación. En los primeros meses de 1948, Matiel Mughannam, un árabe cristiano nacido en el Líbano y líder de la Organización de Mujeres Árabes, declaró:

[Un Estado judío] no tiene ninguna posibilidad de sobrevivir ahora que se ha declarado la “Guerra Santa”. Todos los judíos finalmente serán masacrados.

Los llamamientos a la destrucción de Israel por parte de los líderes árabes, en particular del presidente egipcio Gamal Abdel Nasser, e repitieron en el preludio de la Guerra de los Seis Días de 1967. Dirigiéndose a la Asamblea General de la ONU en septiembre de 1960, Nasser expresó: "La única solución para Palestina es que las cosas vuelvan a la condición que prevalecía antes de que se cometiera el error, es decir, la anulación de la existencia de Israel". En 1964, prometió: "Juramos ante Dios que no descansaremos hasta que restablezcamos la nación árabe a Palestina y Palestina a la nación árabe. No hay lugar para el imperialismo y no hay lugar para Gran Bretaña en nuestro país, del mismo modo que no hay lugar para Israel dentro de la nación árabe". En 1965, declaró: "No entraremos en Palestina con su suelo cubierto de arena, entraremos en ella con su suelo saturado de sangre".
Las secuelas de la Guerra de los Seis Días intensificaron los sentimientos entre ciertos grupos palestinos. Este período fue testigo de mayores llamados a la erradicación de Israel como parte de la causa palestina. En julio de 1968 se introdujeron enmiendas en la Carta Nacional Palestina. El artículo 15 de la carta de aquella época decía: “La liberación de Palestina... apunta a la eliminación del sionismo en Palestina”. El artículo 22 afirmaba que “la liberación de Palestina destruirá la presencia sionista e imperialista y contribuirá al establecimiento de la paz en el Medio Oriente”.Hasta principios de la década de 1990, la Organización para la Liberación de Palestina (OLP) persiguió oficialmente el objetivo de destruir a Israel. 
Figuras y facciones políticas dentro del discurso islámico, árabe y palestino han empleado una retórica que incluye llamados explícitos o implícitos al fin de la existencia de Israel. Ciertas ideologías extremistas, tanto dentro como fuera de los territorios palestinos, han propagado la idea de eliminar a Israel como parte de su agenda.

### Irán

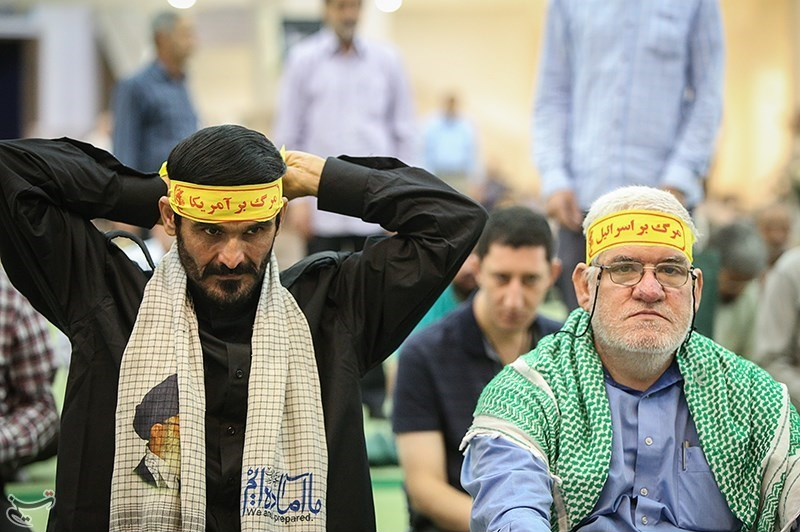
El iraní de la derecha lleva una diadema que dice «muerte a Israel» y Hamid Reza Ahmedabadi, a la izquierda, lleva una diadema que dice «muerte a Estados Unidos».

En las últimas décadas, figuras políticas de la República Islámica de Irán han abogado sistemáticamente por la destrucción de Israel como un elemento destacado en su discurso contra la nación. Este discurso también abarca la demonización de los judíos, el uso de tropos antisemitas y la negación del Holocausto.
Ali Jamenei, líder supremo de Irán, declaró en 2000 que «El tumor canceroso llamado Israel debe ser arrancado de la región», y, en 2001, que «El eterno tema de Irán es la eliminación de Israel de la región» En 2013, llamó a Israel un país «Condenado al fracaso y a la aniquilación», considerándolo como un «régimen ilegítimo» dirigido por «perros rabiosos intocables (ONU), no se les puede llamar seres humanos». Luego presentó un plan de nueve puntos para la eliminación de Israel en 2014.
Mahmoud Ahmadinejad, quien fue presidente de Irán desde 2005 a 2013, ha pedido constantemente la eliminación de Israel. En una conferencia de 2005 titulada «Un mundo sin sionismo», afirmó: «Nuestro querido Imam (Jomeini) ordenó que este régimen ocupante de Jerusalén debe ser borrado de la página del tiempo» y que Irán «borraría a Israel del mapa»,  En 2006, dijo: «Israel va hacia la aniquilación», y en otra declaración, «El régimen sionista será aniquilado y la humanidad será liberada». Miembros del Parlamento iraní, filósofos y periodistas también expresaron llamamientos similares. 
Durante un discurso pronunciado en mayo de 2012, el Jefe de Gabinete del Ministerio de Irán expresó el firme compromiso de la nación iraní con su causa, que es la aniquilación completa de Israel. Hojjat al‐Eslam Ali Shirazi, representante del Líder Supremo, el Ayatolá Ali Jamenei, afirmó el 2 de octubre de 2012 que Irán necesitaba apenas 23 horas para eliminar a Israel. Alegó además que Israel estaba muy cerca de la aniquilación. 

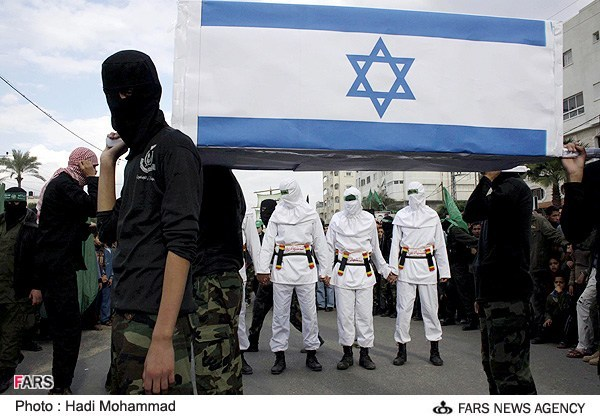
Miembros de Hamás desfilan con un ataúd con la bandera israelí. Hamás ha pedido sistemáticamente la destrucción de Israel y ha llevado a cabo ataques terroristas como parte de esta agenda.

Hamás, una organización militar y política palestina islamista que actualmente está en control de la Franja de Gaza, ha abogado constantemente por la destrucción de Israel y el establecimiento de un Estado islámico en todo el territorio de Palestina.  La Carta de Hamás de 1988 ha sido caracterizada como antisemita y genocida.,  La carta responsabiliza colectivamente a los judíos, más allá de los israelíes, de diversos problemas globales, incluidas las dos guerras mundiales. En un esfuerzo por moderar la percepción pública de Hamás, en 2017 se emitió una carta revisada en 2017, que mantiene el objetivo de un Estado islámico palestino para reemplazar lo que considera un Israel ilegal e ilegítimo.
Varias figuras asociadas con Hamás han emitido expresiones que abogan por la destrucción de Israel. Ahmad Yassin, un político e imán palestino que desempeñó un papel fundamental en el establecimiento de Hamás, pronosticó la aniquilación de Israel para el año 2027, empleando el concepto islámico tradicional de un ciclo histórico de 40 años. Yassin correlacionó estos ciclos con acontecimientos importantes, postulando que el ciclo inicial comenzó en 1947 con la Partición de Palestina de la ONU y concluyó con la Primera Intifada de 1987. En este marco, se prevé que el segundo ciclo culmine con la destrucción de Israel.
Según The Economist, refiriéndose a los estatutos de Hamás de 1988 que abogan por la erradicación de Israel y la definición de genocidio de la ONU, Hamás puede caracterizarse como una organización genocida. De acuerdo con este análisis, "los combatientes de Hamás que irrumpieron en Israel el 7 de octubre y mataron a más de 1400 israelíes (y de otras nacionalidades) estaban cumpliendo al pie de la letra su ley genocida".

### Hezbolá
Desde los inicios de Hezbolá al presente,   la eliminación del Estado de Israel ha sido uno de los principales objetivos de Hezbolá. Algunas traducciones del manifiesto en árabe de Hezbolá de 1985 afirman que "nuestra lucha terminará sólo cuando esta entidad [Israel] sea aniquilada". Según el subsecretario general de Hezbolá, Naim Qassem, la lucha contra Israel es una creencia central de Hezbolá y la razón fundamental de su existencia.

### Yihad Islámica Palestina
La Yihad Islámica Palestina (YIP) apunta explícitamente a la destrucción violenta del Estado de Israel y rechaza la opción de un acuerdo pacífico con Israel. La erradicación de Israel se considera un requisito previo esencial para abordar los desafíos que enfrenta el mundo musulmán. La YIP aboga por el uso de grupos guerrilleros para ejecutar ataques terroristas, con la intención de debilitar a Israel. Prevé sentar las bases para un escenario futuro en el que un importante ejército árabe islámico participe en una confrontación militar para lograr la destrucción de Israel. La YIP ha sido responsable de algunos de los ataques suicidas más mortíferos en Israel. 

### Al Qaeda

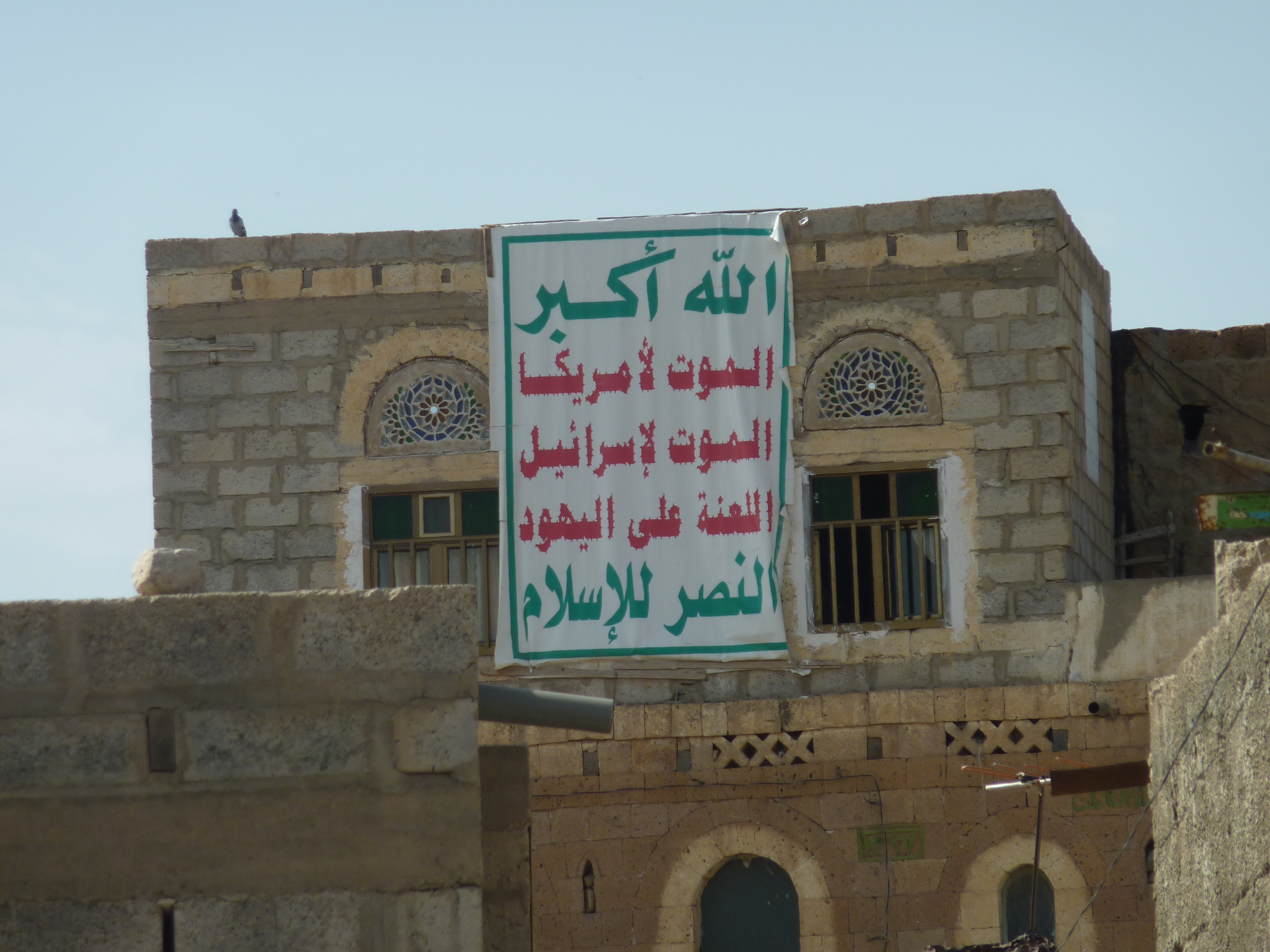
Un cartel hutí que dice «muerte a Estados Unidos y muerte a Israel».

### Movimiento hutí
El eslogan del Movimiento hutí, un grupo político y militante islamista en Yemen, reza: "Dios es el más grande, Muerte a Estados Unidos, Muerte a Israel, Maldición sobre los judíos, Victoria para el Islam"
Durante la Guerra de Israel-Hamás 2023, el Movimiento hutí declaró su intención de continuar atacando a Israel hasta lograr la "desaparición de Israel".

## Expresiones en el discurso público

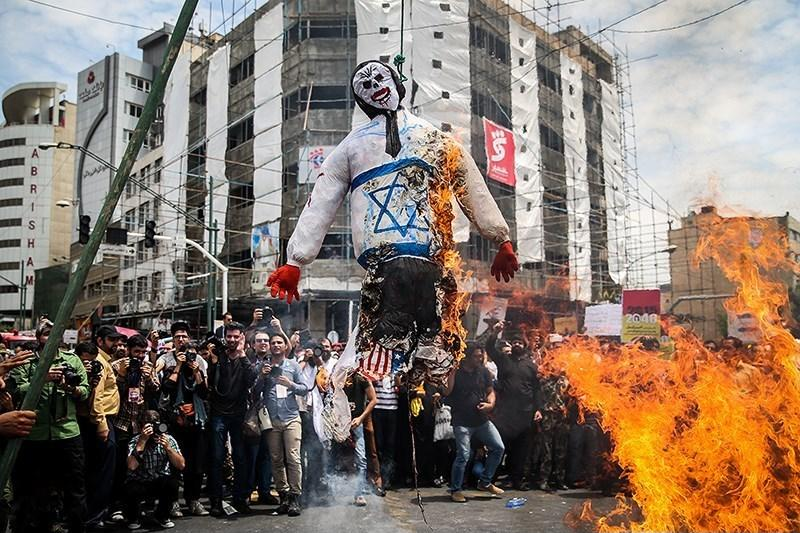
Día de Al-Quds en Teherán en 2016

### «Muerte a Israel»
Las protestas antisraelíes en muchos países de Medio Oriente implican con frecuencia la quema de banderas israelíes y cánticos como «Muerte a Israel» o «Muerte a los judíos infieles».El canto del lema se ha extendido más allá de los países musulmanes. En París, los manifestantes, a menudo de origen norteafricano, han lanzado con frecuencia gritos de «muerte a los judíos, muerte a Israel».
Durante el Día de Al-Quds celebrado en Irán y otros países; se llevan a cabo grandes mítines y marchas, donde altos líderes pronuncian discursos que frecuentemente resultan en cánticos de «Muerte a Israel, Muerte a Estados Unidos». Las banderas israelíes, ya sean pintadas en el suelo o distribuidas para que la gente las pise, son objeto tanto de pisoteo como de quema. Además, las exhibiciones que presentan maquetas de misiles balísticos muestran lemas como «Muerte a Israel». 

### «Desde el río hasta el mar»
La expresión «Desde el río hasta el mar» es un eslogan que se oye frecuentemente en las manifestaciones propalestinas. Simboliza las aspiraciones nacionalistas palestinas, y abarca el tramo geográfico desde el río Jordán hasta el mar Mediterráneo, un área que comprende a Israel, Cisjordania y la Franja de Gaza. Históricamente asociado con los llamamientos a favor de un Estado palestino en lugar de Israel y los territorios palestinos, puede implicar el reemplazo de Israel, como se describió inicialmente en la Carta de la Organización para la Liberación de Palestina. Esta postura ha evolucionado después de los Acuerdos de Oslo en la década de 1990. Grupos como Hamás y la Yihad Islámica Palestina han utilizado el lema para respaldar la destrucción de Israel. En consecuencia, el lema ha sido criticado como antisemita y discurso de odio, lo que generó debates y consideraciones legales sobre su categorización como delito penal en algunas naciones europeas.

## Análisis
Irwin Cotler acuñó el término "antisemitismo genocida" para describir los llamados e incitaciones públicas a destruir a Israel. Esto incluye el antisemitismo genocida sancionado por el Estado en el Irán de Ahmadinejad, donde la promoción oficial de los sentimientos antisraelíes implica exhibir misiles. Una segunda manifestación involucra las ideologías de grupos como Hamás, la Yihad Islámica Palestina, Hezbolá y al-Qaeda, que abogan por la destrucción de Israel y respaldan actos de terrorismo para lograr este objetivo. La última manifestación se ve en fetuas religiosas y órdenes de ejecución que enmarcan los llamamientos genocidas contra los judíos como obligaciones religiosas, retratando a Israel como un enemigo colectivo.

## Artículos relacionados
- Neoantisemitismo
- Violencia política palestina
- Entidad sionista